# 1re étape du Tour d'Italie 2006
Pour un article plus général, voir Tour d'Italie 2006.
La 1re étape du Tour d'Italie 2006 s'est déroulée le samedi 6 mai à Seraing, dans la Province de Liège (Belgique), sur une distance de 6,2 km. Elle est remportée par Paolo Savoldelli.

## Parcours
Il s'agit d'un parcours contre-la-montre de 6,2 km dans les rues de Seraing. Malgré quelques virages serrés, ce parcours n'est pas très technique. Cependant, la présence d'une côte de 3e catégorie, d'une longueur de 2,2 km à 4,6 %, avec un passage à 10 %, en fait un parcours favorable pour les punchers. 
Les deux points de chronométrage intermédiaires sont situés au kilomètre 3,050 et au kilomètre 3,950. Le premier joue le rôle de sprint intermédiaire 110 Gazzetta, et le second le rôle de grand prix de la montagne.

## Résultats

### Classement de l'étape
|    | Coureur                 | Pays      | Équipe                         |    | Temps      |
| -- | ----------------------- | --------- | ------------------------------ | -- | ---------- |
| 1  | Paolo Savoldelli        | Italie    | Discovery Channel              | en | 7 min 50 s |
| 2  | Bradley McGee           | Australie | Française des jeux             | +  | 8 s        |
| 3  | José Enrique Gutiérrez  | Espagne   | Phonak                         |    | 13 s       |
| 4  | Stefan Schumacher       | Allemagne | Gerolsteiner                   |    | m.t.       |
| 5  | Serhiy Honchar          | Ukraine   | T-Mobile                       |    | 15 s       |
| 6  | Francisco Pérez Sánchez | Espagne   | Caisse d'Épargne-Illes Balears |    | 16 s       |
| 7  | José Iván Gutiérrez     | Espagne   | Caisse d'Épargne-Illes Balears |    | m.t.       |
| 8  | Michael Rogers          | Australie | T-Mobile                       |    | 17 s       |
| 9  | Davide Rebellin         | Italie    | Gerolsteiner                   |    | 18 s       |
| 10 | Danilo Di Luca          | Italie    | Liquigas                       |    | 19 s       |

### Points attribués
|   | Cycliste               | Pays      | Équipe             | Points |
| - | ---------------------- | --------- | ------------------ | ------ |
| 1 | Paolo Savoldelli       | Italie    | Discovery Channel  | 8      |
| 2 | Danilo Di Luca         | Italie    | Liquigas           | 6      |
| 3 | José Enrique Gutiérrez | Espagne   | Phonak             | 4      |
| 4 | Bradley McGee          | Australie | Française des jeux | 3      |
| 5 | Michael Rogers         | Australie | T-Mobile           | 2      |
| 6 | Stefan Schumacher      | Allemagne | Gerolsteiner       | 1      |

|     | Cycliste                | Pays       | Équipe                         | Points |
| --- | ----------------------- | ---------- | ------------------------------ | ------ |
| 1   | Paolo Savoldelli        | Italie     | Discovery Channel              | 25     |
| 2   | Bradley McGee           | Australie  | Française des jeux             | 20     |
| 3   | José Enrique Gutiérrez  | Espagne    | Phonak                         | 16     |
| 4   | Stefan Schumacher       | Allemagne  | Gerolsteiner                   | 14     |
| 5   | Serhiy Honchar          | Ukraine    | T-Mobile                       | 12     |
| 6   | Francisco Pérez Sánchez | Espagne    | Caisse d'Épargne-Illes Balears | 10     |
| 7   | José Iván Gutiérrez     | Espagne    | Caisse d'Épargne-Illes Balears | 9      |
| 8   | Michael Rogers          | Australie  | T-Mobile                       | 8      |
| 9   | Davide Rebellin         | Italie     | Gerolsteiner                   | 7      |
| 10  | Danilo Di Luca          | Italie     | Liquigas                       | 6      |
| 11  | Marzio Bruseghin        | Italie     | Lampre-Fondital                | 5      |
| DSQ | Thomas Danielson        | États-Unis | Discovery Channel              | 4      |
| 13  | Ivan Basso              | Italie     | Team CSC                       | 3      |
| 14  | Jens Voigt              | Allemagne  | Team CSC                       | 2      |
| 15  | Damiano Cunego          | Italie     | Lampre-Fondital                | 1      |

### Cols et côtes
|   | Cycliste         | Pays      | Équipe             | Points |
| - | ---------------- | --------- | ------------------ | ------ |
| 1 | Paolo Savoldelli | Italie    | Discovery Channel  | 3      |
| 2 | Bradley McGee    | Australie | Française des jeux | 2      |
| 3 | Danilo Di Luca   | Italie    | Liquigas           | 1      |

### Points attribués pour le classement combiné
|    | Cycliste                | Pays      | Équipe                         | Points |
| -- | ----------------------- | --------- | ------------------------------ | ------ |
| 1  | Paolo Savoldelli        | Italie    | Discovery Channel              | 60     |
| 2  | Bradley McGee           | Australie | Française des jeux             | 54     |
| 3  | Danilo Di Luca          | Italie    | Liquigas                       | 43     |
| 4  | José Enrique Gutiérrez  | Espagne   | Phonak                         | 39     |
| 5  | Michael Rogers          | Australie | T-Mobile                       | 27     |
| 6  | Stefan Schumacher       | Allemagne | Gerolsteiner                   | 24     |
| 7  | Serhiy Honchar          | Ukraine   | T-Mobile                       | 22     |
| 8  | Francisco Pérez Sánchez | Espagne   | Caisse d'Épargne-Illes Balears | 19     |
| 9  | José Iván Gutiérrez     | Espagne   | Caisse d'Épargne-Illes Balears | 16     |
| 10 | Davide Rebellin         | Italie    | Gerolsteiner                   | 13     |

## Classements à l'issue de l'étape

### Classement général
|    | Cycliste                | Pays      | Équipe                         |    | Temps      |
| -- | ----------------------- | --------- | ------------------------------ | -- | ---------- |
| 1  | Paolo Savoldelli        | Italie    | Discovery Channel              | en | 7 min 50 s |
| 2  | Bradley McGee           | Australie | Française des jeux             | +  | 8 s        |
| 3  | José Enrique Gutiérrez  | Espagne   | Phonak                         |    | 13 s       |
| 4  | Stefan Schumacher       | Allemagne | Gerolsteiner                   |    | m.t.       |
| 5  | Serhiy Honchar          | Ukraine   | T-Mobile                       |    | 15 s       |
| 6  | Francisco Pérez Sánchez | Espagne   | Caisse d'Épargne-Illes Balears |    | 16 s       |
| 7  | José Iván Gutiérrez     | Espagne   | Caisse d'Épargne-Illes Balears |    | m.t.       |
| 8  | Michael Rogers          | Australie | T-Mobile                       |    | 17 s       |
| 9  | Davide Rebellin         | Italie    | Gerolsteiner                   |    | 18 s       |
| 10 | Danilo Di Luca          | Italie    | Liquigas                       |    | 19 s       |

### Classement par points
|   | Cycliste               | Pays      | Équipe             | Points |
| - | ---------------------- | --------- | ------------------ | ------ |
| 1 | Paolo Savoldelli       | Italie    | Discovery Channel  | 33     |
| 2 | Bradley McGee          | Australie | Française des jeux | 23     |
| 3 | José Enrique Gutiérrez | Espagne   | Phonak             | 20     |

### Classement du meilleur grimpeur
|   | Cycliste         | Pays      | Équipe             | Points |
| - | ---------------- | --------- | ------------------ | ------ |
| 1 | Paolo Savoldelli | Italie    | Discovery Channel  | 3      |
| 2 | Bradley McGee    | Australie | Française des jeux | 2      |
| 3 | Danilo Di Luca   | Italie    | Liquigas           | 1      |

### Classement du combiné
|   | Cycliste         | Pays      | Équipe             | Points |
| - | ---------------- | --------- | ------------------ | ------ |
| 1 | Paolo Savoldelli | Italie    | Discovery Channel  | 60     |
| 2 | Bradley McGee    | Australie | Française des jeux | 54     |
| 3 | Danilo Di Luca   | Italie    | Liquigas           | 43     |

### Classements par équipes

#### Classement aux temps
|   | Équipe                         | Pays       |    | Temps       |
| - | ------------------------------ | ---------- | -- | ----------- |
| 1 | Discovery Channel              | États-Unis | en | 24 min 22 s |
| 2 | Caisse d'Épargne-Illes Balears | Espagne    | +  | 9 s         |
| 3 | T-Mobile                       | Allemagne  |    | 13 s        |

#### Classement aux points
|   | Équipe            | Pays       | Points |
| - | ----------------- | ---------- | ------ |
| 1 | Discovery Channel | États-Unis | 29     |
| 2 | Gerolsteiner      | Allemagne  | 29     |
| 3 | T-Mobile          | Allemagne  | 29     |

### Classements annexes

#### Classement Azzurri d'Italia
|   | Cycliste               | Pays      | Équipe             | Points |
| - | ---------------------- | --------- | ------------------ | ------ |
| 1 | Paolo Savoldelli       | Italie    | Discovery Channel  | 4      |
| 2 | Bradley McGee          | Australie | Française des jeux | 2      |
| 3 | José Enrique Gutiérrez | Espagne   | Phonak             | 1      |

#### Classement de la combativité
|   | Cycliste               | Pays      | Équipe             | Points |
| - | ---------------------- | --------- | ------------------ | ------ |
| 1 | Paolo Savoldelli       | Italie    | Discovery Channel  | 11     |
| 2 | Bradley McGee          | Australie | Française des jeux | 7      |
| 3 | José Enrique Gutiérrez | Espagne   | Phonak             | 7      |

#### Classement 110 Gazzetta
|   | Cycliste               | Pays    | Équipe            | Points |
| - | ---------------------- | ------- | ----------------- | ------ |
| 1 | Paolo Savoldelli       | Italie  | Discovery Channel | 5      |
| 2 | Danilo Di Luca         | Italie  | Liquigas          | 4      |
| 3 | José Enrique Gutiérrez | Espagne | Phonak            | 3      |